# 万波佳奈
万波 佳奈（まんなみ かな、1983年6月16日 - ）は、日本の女流棋士（囲碁）である。日本棋院東京本院所属。女流棋聖2期。
実妹で同じく棋士である万波奈穂（こちらは兵庫県出身）とともに、姉妹棋士としても知られる。
2人の娘がいる。

## 人物
1983年（昭和58年）、埼玉県浦和市（当時）生まれ。その後2度転居し、兵庫県を経て、東京・世田谷で育ち、東京都立新宿山吹高等学校を卒業。大枝雄介 九段門下。
NHKの囲碁番組で司会を務めるなど人気を集めていたが、女流棋聖のタイトルを2期獲得している他、世界戦でも活躍して実力的にも一線級の女流棋士であることを証明している。
若者を対象とした、囲碁普及プロジェクトIGO AMIGOの代表を務めるなど、普及活動に力を入れている。また同プロジェクトが発行するフリーペーパー「碁的」では、第3号では表紙を飾り、第4号は表紙は妹奈穂であったが、カラーグラビアでウェディングドレス姿を披露している。

### 経歴
- アマ三段の父親の勧めで、5歳から岩田一の子供囲碁教室で囲碁を覚え、その後下北沢囲碁会館で学ぶ。この子供教室には後にプロとなる鈴木歩もいた。
- 1995年 世田谷区立八幡小学校6年時、少年少女囲碁大会小学生の部決勝で白石勇一を下し優勝（前年優勝の石井茜に次ぐ女子では2人目）
- 1996年 日本棋院院生となる。
- 1997年 棋士採用試験を受けるも、本戦下位に終わる[3]。
- 1998年 棋士採用試験を受けるも、本戦下位に終わる[4]。
- 1999年 棋士採用試験を受けるも、本戦11位に終わる[5]。女流特別採用では全勝優勝を果たし、2位の渋澤真知子と共に、プロ入りを決める。[6]
- 2000年4月1日 入段
- 2001年5月4日 二段（30勝による）
- 2002年 -2004年 NHK教育「囲碁の時間」で聞き手を務める。
- 2003年 都立新宿山吹高校卒業。
- 2004年4月1日 三段（賞金ランクによる）。第7期女流棋聖戦で知念かおりを2-1で降し、初タイトル獲得。
- 2005年 第8期女流棋聖戦で知念かおりに敗れ失冠。
- 2006年 第9期女流棋聖戦で知念かおりを2-1で降し、タイトル奪回。
- 2007年4月1日 四段（賞金ランクによる）。第5期正官庄杯世界女子囲碁最強戦に日本代表で出場し、韓国の金恵敏、中国の王祥雲、韓国の玄味眞の3人抜きを達成。第10期女流棋聖戦で梅沢由香里に1-2で敗れ失冠。
- 2008年 第1回ワールドマインドスポーツゲームズ女子個人戦に日本代表として出場。準決勝まで勝ち上がるが、韓国代表李玟真に敗退。その李が決勝で敗れたため、万波は4位となり、メダル獲得はならなかった[7]。
- 2010年 第4回大和証券杯ネット囲碁レディース準決勝で妹、万波奈穂とのプロ入り後初となる姉妹対決を制し、決勝に進出。くしくも決勝戦は、師匠大枝の命日となったが、直弟子万波と孫弟子奥田あやと同門対決を制し優勝。（奥田は大淵盛人九段門下であり、大淵は大枝の弟子）
- 2011年 NHK囲碁講座「戦いの碁力」で、講師中野寛也九段の聞き手役を務める。
- 2016年 育児、及び、夫のインド駐在により休場。
- 2017年4月 帰国。

## タイトル履歴
- 女流棋聖 2期（2004年･第7期／2006年･第9期）

　登場回数 4回　獲得合計 2期

### 私生活
2011年（平成23年）5月2日、日本棋院モバイル公式サイト碁バイルセンター内で連載している万波日記にて、小学校の同級生であった会社員との結婚を発表。同年6月、結婚式。
2012年（平成24年）4月9日、長女を出産。2014年（平成26年）の夏、次女を出産。

## 著書
- 万波佳奈の囲碁上達ハンドブック―誰も教えてくれなかった上達のためのQ&A（2006年8月、毎日コミュニケーションズ、ISBN 978-4839921255）
- 世界一やさしい詰碁 入門編（2007年8月、毎日コミュニケーションズ、ISBN 978-4839925475 絶版）
- 世界一やさしい手筋 入門編（2007年10月、毎日コミュニケーションズ、ISBN 978-4839926090 絶版）
- 万波姉妹のぐんぐん強くなる囲碁Q&A （妹、万波奈穂との共著、2009年9月、毎日コミュニケーションズ 、ISBN 978-4839931025 ）
- 世界一やさしい手筋と詰碁 スラスラ解ける318題（「世界一やさしい詰碁 入門編」「世界一やさしい手筋 入門編」を一冊にまとめて文庫化したもの、2009年11月、毎日コミュニケーションズ、ISBN 978-4839933654 ）
- 万波佳奈の囲碁入門（2010年2月、日東書院本社、ISBN 978-4528014930 ）
- 吉原由香里; 王唯任 (2011-10). 囲碁ビギナーズ 13路盤で最速上達. NHK囲碁. NHK出版. ISBN 978-4140161944
- 吉原由香里; 王唯任 (2012-4). 19路盤は怖くない 悩み解消!12のポイント. 囲碁人文庫. マイナビ. ISBN 978-4839942748
- 万波奈穂 (2014-10). 万波姉妹の明日は勝てるマジカル手筋. NHK囲碁シリーズ. NHK出版. ISBN 978-4140162293

## 出演歴

### テレビ
- NHK杯テレビ囲碁トーナメント（2002年4月～2004年3月）　司会・聞き手
- NHK囲碁講座　林海峰の実戦に学ぼう（2002年4月～9月）　聞き手
- NHK囲碁講座　結城聡のこれが世界の新感覚（2007年10月～2008年3月）　聞き手
- NHK囲碁講座　中野寛也の戦いの"碁力（ゴヂカラ）（2011年4月～9月）　聞き手
- 囲碁フォーカス 講座「万波姉妹の明日は勝てるマジカル手筋」 （NHK教育、2013年10月 - 2014年3月）　- 下半期講師役（上半期は妹の万波奈穂が担当）
- 新春お好み囲碁対局 プロ・タレント混合!ドキドキ連碁戦（NHK Eテレ、2014年1月3日）
- 『おんな酒場放浪記』（BS-TBS、2015年11月20日 - ）

### ラジオ
- さくらのブロラジ（2007年 ラジオ関西）（視聴可能）
- 東京コンシェルジュ（2011年1月30日 J-WAVE）[11]